# Elecciones parlamentarias de Polonia de 2023
Las elecciones parlamentarias de Polonia de 2023 tuvieron lugar el domingo 15 de octubre de 2023, según la Constitución polaca. Se disputaron escaños tanto en la cámara baja, 460 del Sejm, como 100 en el Senado. En las urnas también se votó un referéndum que incluía cuatro preguntas sobre la política económica y de inmigración del gobierno.
En las anteriores elecciones parlamentarias de 2019, el gobernante Ley y Justicia (PiS), de derecha, había mantenido su mayoría en el Sejm y el primer ministro Mateusz Morawiecki formó un segundo gobierno. La oposición, incluido Plataforma Cívica y otros, consiguió la mayoría en el Senado. En el período previo a las elecciones de 2023, el líder de la oposición y ex primer ministro, Donald Tusk, encabezó la alianza política Coalición Cívica (KO) como candidato a primer ministro en oposición al PiS.
La alianza Derecha Unida obtuvo una pluralidad de escaños, pero no alcanzó la mayoría del Sejm. La oposición, formada por la Coalición Cívica, la Tercera Vía y la Izquierda, logró un voto total combinado del 54%, logrando formar un gobierno de coalición mayoritario. En el Senado, la alianza electoral opositora Pacto Senado 2023 obtuvo una pluralidad de votos y una mayoría de escaños. La participación electoral fue del 74,4%, la más alta en elecciones disputadas y la más alta desde la caída de la República Popular Polaca Soviética, superando récords anteriores establecidos en 1989 y 2019.

## Antecedentes

### Elecciones parlamentarias de 2019
Las elecciones de 2019 registraron una participación récord, con más del 60%, la participación más alta desde la caída del comunismo quitando las elecciones de 1989. También vio al centro izquierda, en la forma de La Izquierda (Lewica) ingresando al Sejm después de cuatro años desde afuera. Por el contrario, la extrema derecha se unió bajo la bandera de Confederación de Libertad e Independencia (KON) para ingresar a una de las dos cámaras del parlamento por primera vez. desde las elecciones de 2005.
Los partidos de derecha, unidos en torno al gobernante nacional-conservador Ley y Justicia (PiS) dentro de la alianza Derecha Unida (ZP), obtuvieron el mayor porcentaje de votos jamás recibidos desde el retorno total a la democracia en 1991, manteniendo su mayoría en el Sejm, pero perdiendo en el Senado. El presidente del partido PiS, Jarosław Kaczyński, vio así reforzada su posición como hombre fuerte del país, a pesar de no ocupar ningún cargo gubernamental. Este resultado supuso la segunda reelección de un gobierno mayoritario desde la caída del Bloque del Este. A pesar de no derrotar al PiS, el principal partido de la oposición, la liberal Plataforma Cívica (PO), que también forma parte de la alianza Coalición Cívica (KO), avanzó en el Senado, aunque sin ganar la mayoría de escaños por sí solo. La oposición en conjunto obtuvo la mayoría de escaños en el Senado, gracias a La Izquierda, la Coalición Polaca (PSL) y los avances de varios candidatos independientes.
Un mes después de la votación, el actual Primer Ministro, Mateusz Morawiecki, formó su segundo gobierno. Su composición mostró el fortalecimiento de la llamada derecha 'moderada', de la que Morawiecki formaba parte, junto con un debilitamiento de la derecha 'radical', encabezada por el ministro de Justicia, Zbigniew Ziobro. Esta estrategia tenía como objetivo principalmente atraer al electorado más moderado para las elecciones presidenciales de 2020. El gobierno Morawiecki recibió la confianza del Sejm el 19 de noviembre con 237 votos a favor, 214 en contra y tres abstenciones.

### Elecciones presidenciales de 2020
En las elecciones presidenciales de 2020 se reeligió al actual presidente Andrzej Duda, miembro de Ley y Justicia (PiS). Las elecciones, inicialmente previstas para mayo, se vieron muy afectadas por la entonces pandemia de COVID-19. La propuesta del gobierno de mantener las elecciones de mayo, pero sólo mediante el voto por correo, generó una fuerte polémica, y la oposición denunció las desiguales capacidades de campaña del presidente en ejercicio en comparación con otros candidatos en el contexto de las medidas de confinamiento y cuarentena. Luego, las elecciones se pospusieron hasta finales de junio tras un compromiso dentro de la coalición gobernante y la aprobación de la oposición, en parte gracias al control de esta última sobre el Senado.
A pesar de la pandemia, en ambas rondas de votación hubo una mayor participación: Duda se enfrentó al alcalde de Varsovia, Rafał Trzaskowski, miembro de la Plataforma Cívica (PO). En la votación, Duda venció a Trzaskowski: el primero obtuvo el 51% de los votos y el segundo el 49%. Estos resultados fueron las elecciones presidenciales más reñidas desde el regreso de la democracia, con la diferencia entre ambos de 422 mil votos.
La victoria de Duda permite al PiS aprovechar su veto presidencial en caso de victoria de la oposición en las elecciones legislativas, ya que la oposición necesita una mayoría de tres quintos, que actualmente asciende a 276 escaños, para anular uno.

### Protestas polacas de 2023

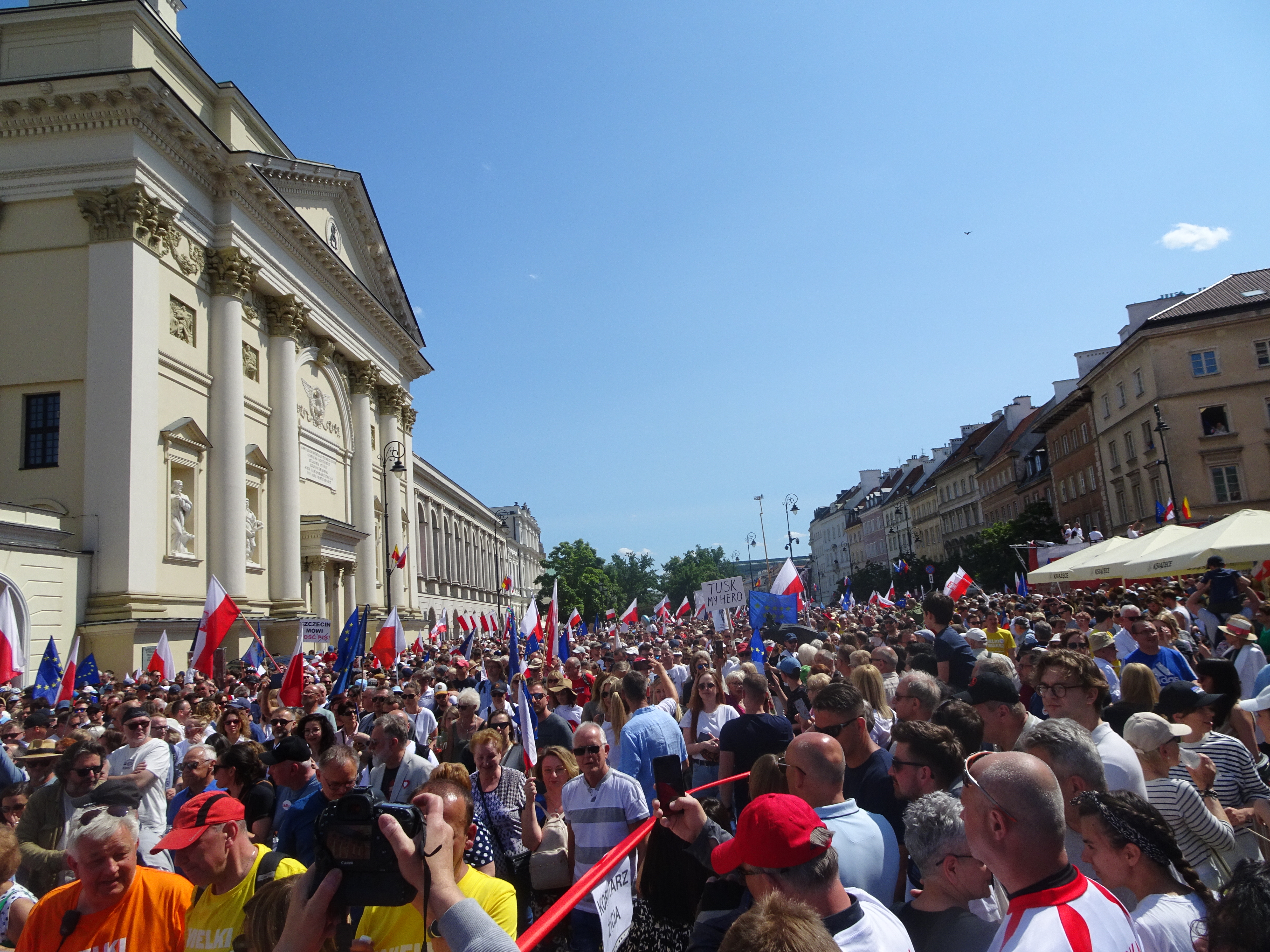
Personas marchando por las calles de Varsovia como parte de las protestas celebradas el 4 de junio de 2023.

En mayo de 2023 entró en vigor una ley previamente aprobada por el Sejm con los votos de los partidos gobernantes, que prevé la creación de una comisión que puede, sin orden judicial, excluir a los políticos de cargos públicos por un período de diez años si, en su opinión, el político estaba influenciado por los intereses rusos. Según la ley, la comisión debe examinar si esto se aplica a los políticos del gobierno polaco a partir de 2007 (después de la derrota del PiS en las elecciones de 2007). Según los críticos, la ley podría haberse utilizado como instrumento para prohibir a determinados políticos de la oposición participar en las elecciones parlamentarias. Por ello, los medios polacos hablaron de una 'Lex Tusk', una ley dirigida al líder de la oposición y ex primer ministro Donald Tusk (2007-2014), que podría haber sido excluido de las elecciones de octubre de 2023 por ser el candidato de la oposición potencialmente más prometedor. Los círculos del partido PiS acusaron repetidamente a Tusk de hacer que Polonia dependiera de las importaciones de energía de Rusia durante su mandato como jefe de Gobierno. La ley generó fuertes críticas por parte de Estados Unidos y la Unión Europea, que expresaron su preocupación de que la ley pusiera en peligro la libertad y la equidad en las elecciones en Polonia. Luego, el presidente Duda suavizó la ley al introducir una enmienda en el Sejm el 2 de junio de 2023, que privó a la comisión que se formaría del derecho previamente planeado de imponer una prohibición de la actividad política.
El 4 de junio de 2023 (aniversario de las primeras elecciones parcialmente libres en Polonia en 1989), según los organizadores, citando a la administración de la ciudad, medio millón de personas participaron en una 'Gran Marcha por la Democracia' organizada por la Plataforma Cívica de Tusk en Varsovia para protestar contra la ley. También hubo protestas con decenas de miles de participantes en otras ciudades, incluidas Cracovia, Szczecin y Częstochowa. A la manifestación en Varsovia se unieron numerosos movimientos de derechos civiles, la Plataforma Cívica habló de la manifestación más grande en la historia de Polonia desde la caída del comunismo en 1989. La marcha de protesta por el centro de Varsovia también fue encabezada por el expresidente polaco Lech Wałęsa.

## Sistema electoral
Polonia tiene un Parlamento bicameral. Está formada por una cámara baja, la Dieta (en polaco: Sejm), y una cámara alta, el Senado. Las dos cámaras se renuevan simultáneamente por períodos de cuatro años, utilizando diferentes métodos de votación. La fecha de las elecciones la fija el Presidente de la República dentro de los 30 días anteriores al cuarto aniversario del inicio de la convocatoria del Parlamento saliente. La votación deberá celebrarse también en día inhábil, incluidos los días festivos. Las fechas posibles para estas elecciones eran, por tanto, el 15, 22 y 29 de octubre, así como el 1, 5 y 11 de noviembre de 2023.
El proceso de elección para el Sejm se realiza mediante representación proporcional por lista de partidos mediante el método D'Hondt en distritos electorales de varios escaños que van de 7 a 19 escaños según su población, con un umbral del 5% para los comités de partido único (KW) y ciudadanos (KWW) y un umbral del 8% para coaliciones (KKW). Las comunidades minoritarias nacionales, como la minoría alemana, están exentas del requisito de lograr un resultado del 5% a nivel nacional y sólo deben hacerlo en su circunscripción electoral, en este caso específico de los alemanes, Opole.
Los senadores son elegidos por el escrutinio mayoritario uninominal en 100 distritos electorales. La mayor parte de la oposición (Coalición Cívica, Nueva Izquierda y Tercera Vía) firmaron el llamado Pacto del Senado, en virtud del cual los partidos acordaron presentar un candidato comúnmente aceptado en cada distrito. Esta estrategia les ha concedido anteriormente 51 escaños a pesar de perder el Sejm en las elecciones de 2019.
Si los partidos de oposición ganan el gobierno, necesitarían una mayoría de tres quintos de los parlamentarios, 276 escaños, para anular un veto presidencial.
|                                               |
| Mapa de los distritos plurinominales del Sejm |

|                                                   |
| Mapa de los 100 distritos uninominales del Senado |

| Nª | Distrito electoral   | Escaños | Nª | Distrito electoral | Escaños |
| -- | -------------------- | ------- | -- | ------------------ | ------- |
| 1  | Legnica              | 12      | 21 | Opole              | 12      |
| 2  | Wałbrzych            | 8       | 22 | Krosno             | 11      |
| 3  | Breslavia            | 14      | 23 | Rzeszów            | 15      |
| 4  | Bydgoszcz            | 12      | 24 | Białystok          | 14      |
| 5  | Toruń                | 13      | 25 | Gdańsk             | 12      |
| 6  | Lublin               | 15      | 26 | Słupsk             | 14      |
| 7  | Chełm                | 12      | 27 | Bielsko-Biała      | 9       |
| 8  | Zielona Góra         | 12      | 28 | Częstochowa        | 7       |
| 9  | Łódź                 | 10      | 29 | Gliwice            | 9       |
| 10 | Piotrków Trybunalski | 9       | 30 | Rybnik             | 9       |
| 11 | Sieradz              | 12      | 31 | Katowice           | 12      |
| 12 | Chrzanów             | 8       | 32 | Sosnowiec          | 9       |
| 13 | Kraków               | 14      | 33 | Kielce             | 16      |
| 14 | Nowy Sącz            | 10      | 34 | Elbląg             | 8       |
| 15 | Tarnów               | 9       | 35 | Olsztyn            | 10      |
| 16 | Płock                | 10      | 36 | Kalisz             | 12      |
| 17 | Radom                | 9       | 37 | Konin              | 9       |
| 18 | Siedlce              | 12      | 38 | Piła               | 9       |
| 19 | Varsovia I           | 20      | 39 | Poznan             | 10      |
| 20 | Varsovia II          | 12      | 40 | Koszalin           | 8       |
| 20 | Varsovia II          | 12      | 41 | Szczecin           | 12      |

## Campaña electoral
La campaña estuvo dominada por la coalición gobernante Derecha Unida (ZP), encabezada por el partido Ley y Justicia (PiS) de Jarosław Kaczyński y el primer ministro Mateusz Morawiecki, y el principal partido de la oposición, la Coalición Cívica, encabezada por la Plataforma Cívica (PO) del ex Presidente del Consejo Europeo y ex Primer Ministro, Donald Tusk.
El enfrentamiento entre los dos campos políticos revela una violencia verbal poco común en una democracia occidental. El gobierno también cuenta con el apoyo de numerosos medios de comunicación polacos, generalmente vinculados al PiS, que lideran una violenta campaña de difamación contra Donald Tusk. Las reuniones de estos últimos también se ven constantemente perturbadas, incluso interrumpidas por intrusiones de disruptores. El líder del PiS, Jaroslaw Kaczynski, participó en la violencia de los debates afirmando en particular que “Donald Tusk es el verdadero enemigo de nuestra nación. Quiere la guerra civil, la destrucción del catolicismo. Defiende descaradamente a bandidos y criminales”, mientras Mateusz Morawiecki lo describe como “Judas, un fanfarrón, un estafador, un mentiroso, un pendenciero”. La oposición, por su parte, vincula al PiS con el régimen autoritario de obediencia soviética bajo lemas como 'Ayer los comunistas, hoy el PiS', Donald Tusk llama a los votantes a derrotar al gobierno antes de “¡Que lleve nuestra historia nuevamente a sus páginas más oscuras!”. El líder del PO también multiplica los discursos en los que destaca su oposición a la inmigración, denunciando la 'hipocresía' del gobierno, al que acusa de haber introducido en Polonia cientos de miles de inmigrantes procedentes de África y Asia. También promete “exigir responsabilidades” a un poder calificado de profundamente corrupto e incompetente, así como “limpiar” el aparato estatal, al que acusa de haber estado profundamente infiltrado por el PiS.
Históricamente liberal, aunque ahora aliada de partidos que la han desplazado hacia el centro izquierda, la Plataforma Cívica se distancia de un programa económico que prometía la privatización de las empresas del sector público y se compromete a hacer campaña mediante un reposicionamiento hacia la izquierda en cuestiones sociales. Por lo tanto, su programa propone generalizar el derecho al aborto, legalizar las uniones civiles, así como establecer la medicina prenatal gratuita y la fertilización in vitro, y aplicar una reforma de la separación financiera entre la Iglesia y el Estado. Al cultivar la ambigüedad para atraer a votantes de diferentes sensibilidades, la Coalición Cívica sufre a cambio de su carácter heterogéneo, que ve en particular a una antigua figura de la extrema derecha, como un populista agrario, compitiendo en sus listas.
Aunque está por encima de los resultados de 2019 en las encuestas de opinión, la oposición sufre la impopularidad de Donald Tusk, que alcanza el 60% de la opinión pública. Su gobierno, entre 2007 y 2014, estuvo marcado por la ortodoxia presupuestaria, el alto desempleo, los bajos salarios y los contratos laborales precarios. El expresidente del Consejo también lucha por deshacerse de su reforma de la edad de jubilación, llevada a cabo a pesar de sus promesas preelectorales en su momento. Durante su mandato como jefe de Gobierno, Donald Tusk aumentó la edad de jubilación de 65 a 67 años para los hombres y de 60 a 67 años para las mujeres. La reforma, prevista para 2040, fue cancelada por Ley y Justicia (PiS) cuando llegó al poder en 2015. Estos antecedentes sirven en 2023 como argumentos electorales para el gobierno. Por el contrario, habiendo hecho campaña con un programa social sobre el tema “Polonia en solidaridad”, este último pone de relieve el riesgo de un retorno de estas medidas impopulares en caso de victoria de la Coalición Cívica. En 2023, el PiS acusa directamente a Donald Tusk de estar sujeto a intereses extranjeros, en particular a Alemania, acusada de favorecer su llegada al poder para permitir la adquisición de bienes públicos polacos. La oposición niega enérgicamente estas acusaciones y, a cambio, acusa al gobierno de practicar nepotismo al recompensar a sus aliados con la asignación de puestos bien remunerados en la gestión de estas empresas públicas.
El gobierno alimenta la desconfianza de una parte de la población hacia la oposición organizando un referéndum de preguntas múltiples al mismo tiempo que las elecciones. La venta de empresas públicas a entidades extranjeras, el aumento de la edad de jubilación hasta los 67 años, el desmantelamiento de la valla situada en la frontera entre Bielorrusia y Polonia y el reciente mecanismo de acogida de refugiados por parte de la Unión Europea. Todas estas cuestiones las plantea el gobierno Morawiecki II con el objetivo explícito de que los votantes las rechacen. De hecho, el referéndum se refiere a posiciones impopulares que Ley y Justicia atribuye a sus adversarios políticos, con el fin de galvanizar a sus propios votantes durante las elecciones.
|                                                       |
| Marcha del millón de corazones. Varsovia (01-10-2023) |

|                                                                  |
| Encuentro abierto con Beata Szydło en Bielsko-Biała (07-10-2023) |

|                                                                       |
| Encuentro abierto con Rafał Trzaskowski en Bielsko-Biała (07-10-2023) |

## Partidos y listas electorales participantes

### Comités electorales registrados en todos los distritos electorales
| Lista | Lista | Lista | Lista | Ideología                                      | Posición política           | Líder(es)                                 | Elecciones de 2019 | Elecciones de 2019 | Escaños antes de las elecciones | Escaños antes de las elecciones | Candidatos | Candidatos |
| Lista | Lista | Lista | Lista | Ideología                                      | Posición política           | Líder(es)                                 | %                  | Sejm               | Sejm (list)                     | Senado (list)                   | Sejm       | Senado     |
| ----- | ----- | ----- | --- | ---------------------------------------------- | --------------------------- | ----------------------------------------- | ------------------ | ------------------ | ------------------------------- | ------------------------------- | ---------- | ---------- |
|       | 1     | BS    | Activistas no Partidistas del Gobierno Local Bezpartyjni Samorządowcy | Regionalismo Localismo                         | Centroizquierda             | Robert Raczyński                          | 0.8%               | 0/460              | 0/460                           | 0/100                           | 902        | 40         |
|       | 2     | TD    | Tercera Vía Trzecia Droga ListaPartido Popular Polaco (PSL) Polonia 2050 (PL2050) Unión de Demócratas Europeos (UED) Acuerdo por la Democracia (PdD) Centro para Polonia (CdP) | Centrismo Democracia cristiana Liberalismo     | Centro a centroderecha      | Władysław Kosiniak-Kamysz Szymon Hołownia | 8.6%               | 30/460             | 33/460                          | 5/100                           | 918        | 28         |
|       | 3     | NL    | Nueva Izquierda Nowa Lewica ListaNueva Izquierda (NL) Izquierda Unida (LR) Partido Socialista Polaco (PPS) Unión del Trabajo (UP) Socialdemocracia de Polonia (SDPL) Libertad e Igualdad (WiR)                                                                                              | Socialdemocracia Progresismo                   | Izquierda a centroizquierda | Włodzimierz Czarzasty Robert Biedroń      | 12.6%              | 49/460             | 45/460                          | 1/100                           | 912        | 14         |
|       | 4     | PiS   | Ley y Justicia Prawo i Sprawiedliwość Derecha UnidaLey y Justicia (PiS) Polonia Unida (SP) Republicanos (R) Kukiz'15 (K'15) Renovación de la República de Polonia (ONRP) Asuntos Polacos (PS)                                                                                               | Nacional Conservadurismo                       | Derecha                     | Jarosław Kaczyński                        | 43.6%              | 235/460            | 235/460                         | 46/100                          | 918        | 96         |
|       | 5     | KON   | Confederación de Libertad e Independencia Konfederacja Wolność i Niepodległość ListaMovimiento Nacional (RN) Nueva Esperanza (NN) Confederación de la Corona Polaca (KKP) Movimiento Europa Real – Europa Christi (RPE–EC) Unión de la Política Real (UPR) Ala Derecha de la República (PR) | Conservadurismo libertario Nacionalismo polaco | Derecha a extrema derecha   | Sławomir Mentzen Krzysztof Bosak          | 6.8%               | 11/460             | 11/460                          | 0/100                           | 913        | 65         |
|       | 6     | KO    | Coalición Cívica Koalicja Obywatelska ListaPlataforma Cívica (PO) Modern (.N) Iniciativa Polaca (iPL) Los Verdes (Z) Movimiento Bueno (DR) AGROunia (AU) | Liberalismo                                    | Atrapalotodo                | Donald Tusk                               | 27.4%              | 134/460            | 129/460                         | 41/100                          | 919        | 49         |

### Comités electorales registrados en más de una circunscripción
| Lista | Lista | Lista | Lista                                                   | Ideología                                        | Posición política | Líder           | # de distritos electorales | Candidatos | Candidatos |
| Lista | Lista | Lista | Lista                                                   | Ideología                                        | Posición política | Líder           | # de distritos electorales | Sejm       | Senado     |
| ----- | ----- | ----- | ------------------------------------------------------- | ------------------------------------------------ | ----------------- | --------------- | -------------------------- | ---------- | ---------- |
|       | 7     | PJJ   | Polania es Una Polska Jest Jedna                        | Populismo de derecha Controversia de las vacunas | Derecha           | Rafał Piech     | 39                         | 579        | 4          |
|       | 9     | RDiP  | Movimiento de Paz y Prosperidad Ruch Dobrobytu i Pokoju | Populismo Nacionalismo económico                 | Atrapalotodo      | Maciej Maciak   | 11                         | 155        | 3          |
|       | 10    | NK    | País Normal Normalny Kraj                               | Antisistema Populismo de derecha                 | Derecha           | Wiesław Lewicki | 4                          | 61         | 1          |

### Comités electorales con candidatos únicamente al Senado
| Lista | Lista                                           | Lista                                                                                    | Ideología                                       | Posición política                               | Líder                                           | Candidatos |
| ----- | ----------------------------------------------- | ---------------------------------------------------------------------------------------- | ----------------------------------------------- | ----------------------------------------------- | ----------------------------------------------- | ---------- |
|       | MP                                              | Mirosław Piasecki Candidato a Senador de la RP Mirosław Piasecki Kandydat na Senatora RP | Populismo Distritos uninomiales                 | Centroderecha                                   | Mirosław Piasecki                               | 2          |
|       | ND-T                                            | Nueva Democracia - Sí Nowa Demokracja - Tak                                              | Progresismo económico Regionalismo              | Izquierda a centroizquierda                     | Marek Materek                                   | 5          |
|       | PS'23                                           | Independientes del Pacto del Senado Pakt Senacki 2023                                    | Pro-Europeismo Localismo                        | Atrapalotodo                                    | N/A                                             | 6          |
|       | PL 2050                                         | Polania 2050 Polska 2050                                                                 | Socioliberalismo                                | Centroizquierda                                 | Włodzimierz Zydorczak                           | 3          |
|       | Piraci                                          | Partido Pirata Polaco Polska Partia Piratów                                              | Política Pirata Libertad de información         | Centro                                          | Janusz Wdzięczak                                | 1          |
|       | PO                                              | Acuerdo Cívico Porozumienie Obywatelskie                                                 | Compromiso cívico                               | Centro                                          | Andrzej Dyszewski Rafał Skiba                   | 2          |
|       | ŚR                                              | Silesianos Juntos Ślonzoki Razem                                                         | Localismo Autonomismo de Silesia                | Centroizquierda                                 | Leon Swaczyna                                   | 2          |
|       | WiS                                             | Libre y Solidario Wolni i Solidarni                                                      | Solidarismo Conservadurismo                     | Derecha                                         | Jan Miller                                      | 3          |
|       | W                                               | Wolnościowcy                                                                             | Libertarismo Minarquismo                        | Derecha                                         | Artur Dziambor                                  | 1          |
|       | Z                                               | Unidos más Allá de los Límites Zjednoczeni                                               | Solidarismo Nacionalismo económico              | Izquierda                                       | Wojciech Kornowski                              | 2          |
|       | ZChR                                            | Unión de Familias Cristianas Zjednoczenie Chrześcijańskich Rodzin                        | Nacional Conservadurismo Catolicismo político   | Extrema derecha                                 | Bogusław Rogalski                               | 5          |
|       | ZS                                              | Unión Eslava Związek Słowiański                                                          | Agrarismo Nacionalismo económico                | Sincretismo                                     | Zbigniew Adamczyk                               | 2          |
|       | Otros comités electorales con un solo candidato | Otros comités electorales con un solo candidato                                          | Otros comités electorales con un solo candidato | Otros comités electorales con un solo candidato | Otros comités electorales con un solo candidato | 21         |

### Comités electorales retirados antes de las elecciones
Polonia Liberal – Huelga de Empresarios ha registrado listas electorales en 17 distritos electorales, sin embargo, el 13 de octubre de 2023 el comité anunció su intención de retirarse de las elecciones. Los candidatos del comité aparecerán en la papeleta, aunque sus votos se considerarán nulos.
| Lista | Lista | Lista | Lista                                                                           | Ideología              | Posición política | Líder         | # de distritos electorales | Candidatos | Candidatos |
| Lista | Lista | Lista | Lista                                                                           | Ideología              | Posición política | Líder         | # de distritos electorales | Sejm       | Senado     |
| ----- | ----- | ----- | ------------------------------------------------------------------------------- | ---------------------- | ----------------- | ------------- | -------------------------- | ---------- | ---------- |
|       | 8     | PL!SP | Polonia Liberal – Huelga de Empresarios Polska Liberalna Strajk Przedsiębiorców | Libertarismo Populismo | Centroderecha     | Paweł Tanajno | 17                         | 321        | 0          |

## Cronograma
Cuando el presidente fijó la fecha de las elecciones para el 15 de octubre de 2023, la Comisión Electoral Nacional (PKW) aprobó el siguiente calendario:
| Fecha                                        | Descripción del evento |
| -------------------------------------------- | --- |
| hasta el 28 de agosto                        | - Los partidos, coaliciones y grupos ciudadanos pueden registrar comités electorales en el PKW - Se formarán y registrarán comisiones electorales regionales. |
| hasta el 6 de septiembre a las 16:00         | Los comités electorales entregarán listas de candidatos |
| hasta el 11 de septiembre                    | Se deben formar y registrar comisiones de votación en centros médicos y asistenciales, prisiones, cárceles y residencias de estudiantes. |
| hasta el 15 de septiembre                    | - Se anunciarán los distritos electorales, la ubicación de los colegios electorales, incluida la información de accesibilidad. - Los capitanes de barco registrarán los distritos electorales marítimos - Los comités electorales deben recomendar miembros para los colegios electorales.            |
| hasta el 25 de septiembre                    | - Se constituirán comisiones electorales locales. - Se anunciarán los distritos electorales y los colegios electorales en el extranjero |
| hasta el 2 de octubre                        | Los votantes discapacitados y mayores (de 60 años o más) pueden: - solicitar votar por correo, también recibir boletas listas en braille - solicitar recibir transporte gratuito hacia y desde el colegio electoral en su lugar de residencia – en municipios sin transporte público disponible       |
| hasta el 5 de octubre                        | - Las comisiones electorales regionales anunciarán las listas de candidatos en sus distritos - Se anunciarán las disposiciones sobre el transporte público en los distritos rurales y semirrurales |
| hasta el 6 de octubre                        | Los votantes discapacitados y mayores pueden autorizar a votantes por poder |
| hasta el 10 de octubre                       | Los comités electorales ciudadanos de las minorías nacionales pueden solicitar la exención del umbral del 5% de votos |
| entre el 1 de septiembre y el 12 de octubre  | Los votantes pueden: - solicitar votar fuera de su domicilio registrado en su país o en el extranjero; o - recibir un certificado para votar en cualquier colegio electoral del país Los soldados, guardias fronterizos y otros miembros del servicio pueden solicitar votar en su lugar de servicio. |
| entre el 30 de septiembre y el 13 de octubre | Las emisoras de radio y televisión públicas polacas retransmitirán gratuitamente los anuncios de los comités electorales |
| El 13 de octubre a las 24:00                 | - La campaña electoral concluirá formalmente - Comienza el silencio electoral: no se permiten transmisiones políticas, publicaciones en redes sociales ni la emisión de nuevos materiales publicitarios físicos.                                                                                      |
| el 15 de octubre                             | - La votación tendrá lugar entre las 7:00 y las 21:00 horas. - Se anuncian los resultados proyectados de las encuestas a boca de urna |

## Resultados

### Sejm
|  | 29.11 % |

|  | 2.15 % |

|  | 0.46 % |

|  | 0.35 % |

|  | 3.31 % |

|  | 35.38 % |

|  | 23.12 % |

|  | 4.07 % |

|  | 1.74 % |

|  | 0.46 % |

|  | 0.31 % |

|  | 0.25 % |

|  | 0.04 % |

|  | 30.70 % |

|  | 7.23 % |

|  | 5.51 % |

|  | 1.24 % |

|  | 0.32 % |

|  | 0.10 % |

|  | 14.40 % |

|  | 5.55 % |

|  | 2.10 % |

|  | 0.95 % |

|  | 8.61 % |

|  | 2.56 % |

|  | 1.58 % |

|  | 1.25 % |

|  | 0.92 % |

|  | 0.85 % |

|  | 7.16 % |

|  | 1.86 % |

|  | 1.63 % |

|  | 0.12 % |

|  | 0.12 % |

|  | 0.02 % |

|  | 0.01 % |

|  | 0.00 % |

|  | 98.31 % |

|  | 1.69 % |

|  | 100.00 % |

|  | 74.38 % |

#### Por distrito electoral
| Distrito                            | PiS         | PiS   | KO    | KO    | TD    | TD    | Lewica | Lewica | KWiN | KWiN | BS   | BS   | PJJ  | PJJ  | Otros | Otros |   |
| Distrito                            | %           | Esc   | %     | Esc   | %     | Esc   | %      | Esc    | %    | Esc  | %    | Esc  | %    | Esc  | %     | Esc   |   |
| ----------------------------------- | ----------- | ----- | ----- | ----- | ----- | ----- | ------ | ------ | ---- | ---- | ---- | ---- | ---- | ---- | ----- | ----- | - |
| Distrito                            | 1 – Legnica | 34.80 | 5     | 33.78 | 5     | 10.75 | 1      | 9.51   | 1    | 6.33 | 0    | 3.34 | 0    | 1.49 | 0     | –     | – |
| 2 – Wałbrzych                       | 33.34       | 3     | 37.17 | 4     | 12.13 | 1     | 7.98   | 0      | 6.02 | 0    | 1.80 | 0    | 1.57 | 0    | –     | –     |   |
| 3 – Wrocław                         | 26.66       | 4     | 36.94 | 6     | 13.74 | 2     | 11.35  | 1      | 6.98 | 1    | 2.89 | 0    | 1.44 | 0    | –     | –     |   |
| 4 – Bydgoszcz                       | 30.45       | 4     | 35.01 | 5     | 15.06 | 2     | 9.92   | 1      | 6.42 | 0    | 1.67 | 0    | 1.47 | 0    | –     | –     |   |
| 5 – Toruń                           | 34.06       | 5     | 29.52 | 4     | 15.68 | 2     | 11.25  | 1      | 6.37 | 1    | 1.44 | 0    | 1.25 | 0    | 0.42  | 0     |   |
| 6 – Lublin                          | 45.48       | 8     | 20.32 | 3     | 15.87 | 2     | 5.72   | 1      | 8.38 | 1    | 1.60 | 0    | 2.30 | 0    | 0.35  | 0     |   |
| 7 – Chełm                           | 50.75       | 7     | 17.40 | 2     | 13.04 | 2     | 5.62   | 0      | 7.79 | 1    | 2.08 | 0    | 2.83 | 0    | 0.48  | 0     |   |
| 8 – Zielona Góra                    | 27.76       | 4     | 37.73 | 5     | 15.07 | 2     | 9.27   | 1      | 6.51 | 0    | 2.31 | 0    | 1.12 | 0    | 0.22  | 0     |   |
| 9 – Łódź                            | 26.82       | 3     | 41.07 | 5     | 11.89 | 1     | 12.22  | 1      | 5.57 | 0    | 1.23 | 0    | 1.20 | 0    | –     | –     |   |
| 10 – Piotrków Trybunalski           | 46.60       | 6     | 21.69 | 2     | 13.73 | 1     | 6.39   | 0      | 7.62 | 0    | 2.17 | 0    | 1.38 | 0    | 0.43  | 0     |   |
| 11 – Sieradz                        | 41.46       | 6     | 25.89 | 3     | 14.50 | 2     | 7.73   | 1      | 6.82 | 0    | 1.62 | 0    | 1.45 | 0    | 0.52  | 0     |   |
| 12 – Kraków I                       | 42.86       | 5     | 24.24 | 2     | 14.97 | 1     | 6.04   | 0      | 7.88 | 0    | 1.78 | 0    | 2.22 | 0    | –     | –     |   |
| 13 – Kraków II                      | 30.68       | 5     | 30.73 | 5     | 16.86 | 2     | 11.04  | 1      | 7.71 | 1    | 1.51 | 0    | 1.47 | 0    | –     | –     |   |
| 14 – Nowy Sącz                      | 53.73       | 6     | 16.10 | 2     | 11.58 | 1     | 3.18   | 0      | 8.73 | 1    | 2.49 | 0    | 4.18 | 0    | –     | –     |   |
| 15 – Tarnów                         | 48.67       | 5     | 17.02 | 2     | 18.64 | 2     | 4.00   | 0      | 7.99 | 0    | 1.38 | 0    | 2.30 | 0    | –     | –     |   |
| 16 – Płock                          | 44.11       | 5     | 22.40 | 3     | 17.07 | 2     | 6.52   | 0      | 6.52 | 0    | 2.03 | 0    | 1.35 | 0    | –     | –     |   |
| 17 – Radom                          | 48.68       | 6     | 20.96 | 2     | 13.98 | 1     | 5.34   | 0      | 7.31 | 0    | 1.71 | 0    | 1.53 | 0    | 0.50  | 0     |   |
| 18 – Siedlce                        | 48.62       | 7     | 18.71 | 2     | 15.51 | 2     | 4.85   | 0      | 8.21 | 1    | 1.86 | 0    | 1.90 | 0    | 0.35  | 0     |   |
| 19 – Varsovia I                     | 20.14       | 4     | 43.23 | 9     | 13.25 | 3     | 13.45  | 3      | 6.24 | 1    | 1.37 | 0    | 1.32 | 0    | –     | –     |   |
| 20 – Varsovia II                    | 31.74       | 4     | 35.23 | 4     | 15.06 | 2     | 7.06   | 1      | 7.06 | 1    | 2.27 | 0    | 1.59 | 0    | –     | –     |   |
| 21 – Opole                          | 31.26       | 4     | 33.59 | 5     | 12.74 | 1     | 7.24   | 1      | 6.49 | 1    | 1.57 | 0    | 1.74 | 0    | 5.37  | 0     |   |
| 22 – Krosno                         | 54.70       | 7     | 15.85 | 2     | 13.79 | 1     | 4.47   | 0      | 8.62 | 1    | 2.07 | 0    | –    | –    | 0.50  | 0     |   |
| 23 – Rzeszów                        | 51.60       | 9     | 17.70 | 3     | 12.42 | 2     | 4.87   | 0      | 9.48 | 1    | 1.53 | 0    | 2.40 | 0    | –     | –     |   |
| 24 – Białystok                      | 42.39       | 7     | 20.84 | 3     | 18.86 | 3     | 4.84   | 0      | 9.79 | 1    | 1.16 | 0    | 1.64 | 0    | 0.47  | 0     |   |
| 25 – Gdańsk                         | 25.20       | 3     | 41.70 | 6     | 14.70 | 2     | 9.41   | 1      | 6.23 | 0    | 1.44 | 0    | 1.32 | 0    | –     | –     |   |
| 26 – Słupsk                         | 29.24       | 4     | 37.91 | 6     | 13.59 | 2     | 8.33   | 1      | 7.21 | 1    | 1.62 | 0    | 2.10 | 0    | –     | –     |   |
| 27 – Bielsko-Biała I                | 36.71       | 4     | 28.67 | 3     | 14.55 | 1     | 7.77   | 0      | 7.84 | 1    | 1.73 | 0    | 2.46 | 0    | 0.28  | 0     |   |
| 28 – Częstochowa                    | 36.35       | 3     | 29.11 | 3     | 14.72 | 1     | 9.41   | 0      | 6.56 | 0    | 2.09 | 0    | 1.74 | 0    | –     | –     |   |
| 29 – Katowice I                     | 30.16       | 3     | 36.06 | 4     | 13.34 | 1     | 9.21   | 1      | 6.95 | 0    | 1.90 | 0    | 2.38 | 0    | –     | –     |   |
| 30 – Bielsko-Biała II               | 38.06       | 4     | 29.98 | 3     | 12.45 | 1     | 6.84   | 0      | 8.00 | 1    | 2.27 | 0    | 2.40 | 0    | –     | –     |   |
| 31 – Katowice II                    | 30.88       | 4     | 36.79 | 5     | 13.27 | 1     | 8.46   | 1      | 6.70 | 0    | 1.80 | 0    | 2.10 | 0    | –     | –     |   |
| 32 – Katowice III                   | 29.74       | 3     | 30.30 | 3     | 9.85  | 1     | 21.60  | 2      | 5.69 | 0    | 1.45 | 0    | 1.37 | 0    | –     | –     |   |
| 33 – Kielce                         | 47.07       | 8     | 20.93 | 4     | 13.80 | 2     | 6.83   | 1      | 6.55 | 1    | 2.88 | 0    | 1.38 | 0    | 0.55  | 0     |   |
| 34 – Elbląg                         | 35.20       | 4     | 31.87 | 3     | 15.40 | 1     | 8.11   | 0      | 6.54 | 0    | 1.44 | 0    | 1.12 | 0    | 0.33  | 0     |   |
| 35 – Olsztyn                        | 32.33       | 4     | 33.07 | 4     | 16.11 | 1     | 8.09   | 1      | 6.93 | 0    | 1.98 | 0    | 1.48 | 0    | –     | –     |   |
| 36 – Kalisz                         | 35.85       | 5     | 28.85 | 4     | 16.16 | 2     | 8.52   | 1      | 6.98 | 0    | 2.39 | 0    | 1.52 | 0    | –     | –     |   |
| 37 – Konin                          | 38.69       | 4     | 23.99 | 2     | 16.63 | 2     | 9.48   | 1      | 6.97 | 0    | 2.35 | 0    | 1.38 | 0    | 0.51  | 0     |   |
| 38 – Piła                           | 29.11       | 3     | 34.87 | 4     | 17.66 | 2     | 7.84   | 0      | 6.87 | 0    | 1.91 | 0    | 1.74 | 0    | –     | –     |   |
| 39 – Poznań                         | 19.57       | 2     | 44.09 | 5     | 16.54 | 2     | 12.31  | 1      | 5.90 | 0    | 1.59 | 0    | –    | –    | –     | –     |   |
| 40 – Koszalin                       | 31.36       | 3     | 38.69 | 4     | 12.35 | 1     | 8.72   | 0      | 6.02 | 0    | 1.63 | 0    | 1.24 | 0    | –     | –     |   |
| 41 – Szczecin                       | 28.79       | 4     | 40.13 | 6     | 12.62 | 1     | 9.39   | 1      | 5.94 | 0    | 1.62 | 0    | 1.12 | 0    | 0.39  | 0     |   |
| Polania                             | 35.4        | 194   | 30.7  | 157   | 14.4  | 65    | 8.6    | 26     | 7.2  | 18   | 1.9  | 0    | 1.6  | 0    | 0.3   | 0     |   |
| Fuente: Comisión Electoral Nacional |             |       |       |       |       |       |        |        |      |      |      |      |      |      |       |       |   |

### Senado
|  | 23.86 % |

|  | 5.05 % |

|  | 28.91 % |

|  | 5.99 % |

|  | 2.91 % |

|  | 0.93 % |

|  | 0.83 % |

|  | 0.49 % |

|  | 0.36 % |

|  | 11.50 % |

|  | 3.08 % |

|  | 1.37 % |

|  | 0.28 % |

|  | 0.26 % |

|  | 0.29 % |

|  | 5.29 % |

|  | 3.28 % |

|  | 48.38 % |

|  | 29.68 % |

|  | 0.62 % |

|  | 0.30 % |

|  | 4.21 % |

|  | 34.81 % |

|  | 6.75 % |

|  | 4.91 % |

|  | 0.45 % |

|  | 0.27 % |

|  | 0.26 % |

|  | 0.24 % |

|  | 0.23 % |

|  | 0.20 % |

|  | 0.14 % |

|  | 0.14 % |

|  | 0.13 % |

|  | 0.12 % |

|  | 2.98 % |

|  | 97.49 % |

|  | 2.51 % |

|  | 100.00 % |

|  | 74.31 % |

#### Por circunscripción
| #                                     | Voivodato            | Commission           | #   | Resultado | Resultado                                                                | Candidato electo               |
| ------------------------------------- | -------------------- | -------------------- | --- | --------- | ------------------------------------------------------------------------ | ------------------------------ |
| 1                                     | Baja Silesia         | Legnica              | I   |           | La Izquierda le quita el escaño a Ley y Justicia                         | Waldemar Witkowski             |
| 2                                     | Baja Silesia         | Legnica              | II  |           | Coalición Cívica le quita el escaño a Ley y Justicia                     | Marcin Zawiła                  |
| 3                                     | Baja Silesia         | Legnica              | III |           | La Izquierda le quita el escaño a Ley y Justicia                         | Małgorzata Sekuła-Szmajdzińska |
| 4                                     | Baja Silesia         | Wałbrzych            | I   |           | Coalición Cívica mantiene el escaño                                      | Agnieszka Kołacz-Leszczyńska   |
| 5                                     | Baja Silesia         | Wałbrzych            | II  |           | Ley y Justicia mantiene el escaño                                        | Aleksander Szwed               |
| 6                                     | Baja Silesia         | Breslavia            | I   |           | Tercera Vía le quita el escaño a Coalición Cívica                        | Kazimierz Michał Ujazdowski    |
| 7                                     | Baja Silesia         | Breslavia            | II  |           | Coalición Cívica mantiene el escaño                                      | Grzegorz Schetyna              |
| 8                                     | Baja Silesia         | Breslavia            | III |           | Coalición Cívica mantiene el escaño                                      | Barbara Zdrojewska             |
| 9                                     | Cuyavia y Pomerania  | Bydgoszcz            | I   |           | Coalición Cívica mantiene el escaño                                      | Andrzej Kobiak                 |
| 10                                    | Cuyavia y Pomerania  | Bydgoszcz            | II  |           | Coalición Cívica mantiene el escaño                                      | Ryszard Brejza                 |
| 11                                    | Cuyavia y Pomerania  | Toruń                | I   |           | Coalición Cívica mantiene el escaño                                      | Tomasz Lenz                    |
| 12                                    | Cuyavia y Pomerania  | Toruń                | II  |           | Tercera Vía mantiene el escaño                                           | Ryszard Bober                  |
| 13                                    | Cuyavia y Pomerania  | Toruń                | III |           | La Izquierda le quita el escaño a Ley y Justicia                         | Krzysztof Kukucki              |
| 14                                    | Lublin               | Lublin               | I   |           | Ley y Justicia mantiene el escaño                                        | Stanisław Gogacz               |
| 15                                    | Lublin               | Lublin               | II  |           | Ley y Justicia mantiene el escaño                                        | Grzegorz Czelej                |
| 16                                    | Lublin               | Lublin               | III |           | Tercera Vía le quita el escaño a Coalición Cívica                        | Jacek Trela                    |
| 17                                    | Lublin               | Chełm                | I   |           | Ley y Justicia mantiene el escaño                                        | Grzegorz Bierecki              |
| 18                                    | Lublin               | Chełm                | II  |           | Independente le quita el escaño a Ley y Justicia                         | Józef Zając                    |
| 19                                    | Lublin               | Chełm                | III |           | Ley y Justicia mantiene el escaño                                        | Jerzy Chróścikowski            |
| 20                                    | Lubusz               | Zielona Góra         | I   |           | Tercera Vía le quita el escaño a Coalición Cívica                        | Mirosław Różański              |
| 21                                    | Lubusz               | Zielona Góra         | II  |           | Coalición Cívica mantiene el escaño                                      | Władysław Komarnicki           |
| 22                                    | Lubusz               | Zielona Góra         | III |           | Independiente del Pacto del Senado mantiene el escaño                    | Wadim Tyszkiewicz              |
| 23                                    | Lodz                 | Łódź                 | I   |           | Coalición Cívica mantiene el escaño                                      | Artur Dunin                    |
| 24                                    | Lodz                 | Łódź                 | II  |           | Independiente del Pacto del Senado mantiene el escaño                    | Krzysztof Kwiatkowski          |
| 25                                    | Lodz                 | Sieradz              | I   |           | Ley y Justicia mantiene el escaño                                        | Przemysław Błaszczyk           |
| 26                                    | Lodz                 | Sieradz              | II  |           | La Izquierda le quita el escaño a Ley y Justicia                         | Marcin Karpiński               |
| 27                                    | Lodz                 | Sieradz              | III |           | Ley y Justicia mantiene el escaño                                        | Michał Seweryński              |
| 28                                    | Lodz                 | Piotrków Trybunalski | I   |           | Ley y Justicia mantiene el escaño                                        | Wiesław Dobkowski              |
| 29                                    | Lodz                 | Piotrków Trybunalski | II  |           | Ley y Justicia mantiene el escaño                                        | Rafał Ambrozik                 |
| 30                                    | Pequeña Polonia      | Kraków               | I   |           | Ley y Justicia mantiene el escaño                                        | Andrzej Pająk                  |
| 31                                    | Pequeña Polonia      | Kraków               | II  |           | Ley y Justicia mantiene el escaño                                        | Marek Pęk                      |
| 32                                    | Pequeña Polonia      | Kraków               | III |           | Coalición Cívica mantiene el escaño                                      | Jerzy Fedorowicz               |
| 33                                    | Pequeña Polonia      | Kraków               | IV  |           | Coalición Cívica mantiene el escaño                                      | Bogdan Klich                   |
| 34                                    | Pequeña Polonia      | Tarnów               | I   |           | Ley y Justicia mantiene el escaño                                        | Włodzimierz Bernacki           |
| 35                                    | Pequeña Polonia      | Tarnów               | II  |           | Ley y Justicia mantiene el escaño                                        | Kazimierz Wiatr                |
| 36                                    | Pequeña Polonia      | Nowy Sącz            | I   |           | Ley y Justicia mantiene el escaño                                        | Jan Hamerski                   |
| 37                                    | Pequeña Polonia      | Nowy Sącz            | II  |           | Ley y Justicia mantiene el escaño                                        | Wiktor Durlak                  |
| 38                                    | Mazovia              | Płock                | I   |           | Tercera Vía le quita el escaño a Ley y Justicia                          | Waldemar Pawlak                |
| 39                                    | Mazovia              | Płock                | II  |           | Ley y Justicia mantiene el escaño                                        | Krzysztof Bieńkowski           |
| 40                                    | Mazovia              | Warszawa             | I   |           | Coalición Cívica mantiene el escaño                                      | Jolanta Hibner                 |
| 41                                    | Mazovia              | Warszawa             | II  |           | Tercera Vía mantiene el escaño                                           | Michał Kamiński                |
| 42                                    | Mazovia              | Warszawa             | III |           | Coalición Cívica mantiene el escaño                                      | Marek Borowski                 |
| 43                                    | Mazovia              | Warszawa             | IV  |           | Coalición Cívica mantiene el escaño                                      | Małgorzata Kidawa-Błońska      |
| 44                                    | Mazovia              | Warszawa             | V   |           | Coalición Cívica mantiene el escaño                                      | Adam Bodnar                    |
| 45                                    | Mazovia              | Warszawa             | VI  |           | La Izquierda le quita el escaño a Coalición Cívica                       | Magdalena Biejat               |
| 46                                    | Mazovia              | Siedlce              | I   |           | Ley y Justicia mantiene el escaño                                        | Robert Mamątow                 |
| 47                                    | Mazovia              | Siedlce              | II  |           | Ley y Justicia mantiene el escaño                                        | Maciej Górski                  |
| 48                                    | Mazovia              | Siedlce              | III |           | Ley y Justicia mantiene el escaño                                        | Waldemar Kraska                |
| 49                                    | Mazovia              | Radom                | I   |           | Ley y Justicia mantiene el escaño                                        | Stanisław Karczewski           |
| 50                                    | Mazovia              | Radom                | II  |           | Ley y Justicia mantiene el escaño                                        | Wojciech Skurkiewicz           |
| 51                                    | Opole                | Opole                | I   |           | Coalición Cívica le quita el escaño a Ley y Justicia                     | Tadeusz Jarmuziewicz           |
| 52                                    | Opole                | Opole                | II  |           | La Izquierda le quita el escaño a Coalición Cívica                       | Piotr Woźniak                  |
| 53                                    | Opole                | Opole                | III |           | Coalición Cívica mantiene el escaño                                      | Beniamin Godyla                |
| 54                                    | Subcarpacia          | Rzeszów              | I   |           | Ley y Justicia mantiene el escaño                                        | Janina Sagatowska              |
| 55                                    | Subcarpacia          | Rzeszów              | II  |           | Ley y Justicia mantiene el escaño                                        | Zdzisław Pupa                  |
| 56                                    | Subcarpacia          | Rzeszów              | III |           | Ley y Justicia mantiene el escaño                                        | Józef Jodłowski                |
| 57                                    | Subcarpacia          | Krosno               | I   |           | Ley y Justicia mantiene el escaño                                        | Alicja Zając                   |
| 58                                    | Subcarpacia          | Krosno               | II  |           | Ley y Justicia mantiene el escaño                                        | Mieczysław Golba               |
| 59                                    | Podlaquia            | Białystok            | I   |           | Ley y Justicia mantiene el escaño                                        | Marek Komorowski               |
| 60                                    | Podlaquia            | Białystok            | II  |           | Tercera Vía le quita el escaño a Ley y Justicia                          | Maciej Żywno                   |
| 61                                    | Podlaquia            | Białystok            | III |           | Ley y Justicia mantiene el escaño                                        | Anna Bogucka-Skowrońska        |
| 62                                    | Pomerania            | Słupsk               | I   |           | Coalición Cívica mantiene el escaño                                      | Kazimierz Kleina               |
| 63                                    | Pomerania            | Słupsk               | II  |           | La Izquierda le quita el escaño a Coalición Cívica                       | Anna Górska                    |
| 64                                    | Pomerania            | Słupsk               | III |           | Coalición Cívica mantiene el escaño                                      | Sławomir Rybicki               |
| 65                                    | Pomerania            | Gdańsk               | I   |           | Coalición Cívica mantiene el escaño                                      | Bogdan Borusewicz              |
| 66                                    | Pomerania            | Gdańsk               | II  |           | Coalición Cívica mantiene el escaño                                      | Ryszard Świlski                |
| 67                                    | Pomerania            | Gdańsk               | III |           | Coalición Cívica mantiene el escaño                                      | Leszek Czarnobaj               |
| 68                                    | Silesia              | Częstochowa          | I   |           | Ley y Justicia mantiene el escaño                                        | Ryszard Majer                  |
| 69                                    | Silesia              | Częstochowa          | II  |           | La Izquierda mantiene el escaño                                          | Wojciech Konieczny             |
| 70                                    | Silesia              | Katowice             | I   |           | Independiente del Pacto del Senado le quita el escaño a Coalición Cívica | Zygmunt Frankiewicz            |
| 71                                    | Silesia              | Katowice             | II  |           | Coalición Cívica mantiene el escaño                                      | Halina Bieda                   |
| 72                                    | Silesia              | Bielsko-Biała        | I   |           | Coalición Cívica le quita el escaño a Ley y Justicia                     | Henryk Siedlaczek              |
| 73                                    | Silesia              | Bielsko-Biała        | II  |           | Tercera Vía le quita el escaño a Ley y Justicia                          | Piotr Masłowski                |
| 74                                    | Silesia              | Katowice             | III |           | Coalición Cívica le quita el escaño a Ley y Justicia                     | Gabriela Morawska-Stanecka     |
| 75                                    | Silesia              | Katowice             | IV  |           | Independiente del Pacto del Senado le quita el escaño a Coalición Cívica | Andrzej Dziuba                 |
| 76                                    | Silesia              | Katowice             | V   |           | Coalición Cívica mantiene el escaño                                      | Beata Małecka-Libera           |
| 77                                    | Silesia              | Katowice             | VI  |           | Coalición Cívica mantiene el escaño                                      | Joanna Sekuła                  |
| 78                                    | Silesia              | Bielsko-Biała        | III |           | Coalición Cívica mantiene el escaño                                      | Agnieszka Gorgoń-Komor         |
| 79                                    | Silesia              | Bielsko-Biała        | IV  |           | Ley y Justicia mantiene el escaño                                        | Andrzej Kalata                 |
| 80                                    | Silesia              | Katowice             | VII |           | La Izquierda le quita el escaño a Coalición Cívica                       | Maciej Kopiec                  |
| 81                                    | Santa Cruz           | Kielce               | I   |           | Ley y Justicia mantiene el escaño                                        | Jacek Włosowicz                |
| 82                                    | Santa Cruz           | Kielce               | II  |           | Ley y Justicia mantiene el escaño                                        | Jarosław Rusiecki              |
| 83                                    | Santa Cruz           | Kielce               | III |           | Ley y Justicia mantiene el escaño                                        | Krzysztof Słoń                 |
| 84                                    | Varmia y Masuria     | Elbląg               | I   |           | Coalición Cívica mantiene el escaño                                      | Jerzy Wcisła                   |
| 85                                    | Varmia y Masuria     | Elbląg               | II  |           | Tercera Vía le quita el escaño a Ley y Justicia                          | Gustaw Marek Brzezin           |
| 86                                    | Varmia y Masuria     | Olsztyn              | I   |           | Coalición Cívica le quita el escaño a un Independiente                   | Ewa Kaliszuk                   |
| 87                                    | Varmia y Masuria     | Olsztyn              | II  |           | Coalición Cívica le quita el escaño a Ley y Justicia                     | Jolanta Piotrowska             |
| 88                                    | Gran Polonia         | Piła                 | I   |           | Coalición Cívica mantiene el escaño                                      | Adam Szejnfeld                 |
| 89                                    | Gran Polonia         | Piła                 | II  |           | Tercera Vía mantiene el escaño                                           | Jan Filip Libicki              |
| 90                                    | Gran Polonia         | Poznań               | I   |           | Coalición Cívica mantiene el escaño                                      | Waldy Dzikowski                |
| 91                                    | Gran Polonia         | Poznań               | II  |           | Coalición Cívica mantiene el escaño                                      | Rafał Grupiński                |
| 92                                    | Gran Polonia         | Konin                | I   |           | Tercera Vía le quita el escaño a Coalición Cívica                        | Grzegorz Federowicz            |
| 93                                    | Gran Polonia         | Konin                | II  |           | Ley y Justicia mantiene el escaño                                        | Leszek Galemba                 |
| 94                                    | Gran Polonia         | Kalisz               | I   |           | Coalición Cívica mantiene el escaño                                      | Wojciech Ziemniak              |
| 95                                    | Gran Polonia         | Kalisz               | II  |           | Coalición Cívica mantiene el escaño                                      | Ewa Matecka                    |
| 96                                    | Gran Polonia         | Kalisz               | III |           | Coalición Cívica mantiene el escaño                                      | Janusz Pęcherz                 |
| 97                                    | Pomerania Occidental | Szczecin             | I   |           | Coalición Cívica mantiene el escaño                                      | Tomasz Grodzki                 |
| 98                                    | Pomerania Occidental | Szczecin             | II  |           | Coalición Cívica mantiene el escaño                                      | Magdalena Kochan               |
| 99                                    | Pomerania Occidental | Koszalin             | I   |           | Coalición Cívica mantiene el escaño                                      | Janusz Gromek                  |
| 100                                   | Pomerania Occidental | Koszalin             | II  |           | Coalición Cívica le quita el escaño a un Independiente                   | Stanisław Gawłowski            |
| Source: National Electoral Commission |                      |                      |     |           |                                                                          |                                |

## Análisis y consecuencias
En las elecciones se produjo un fuerte aumento de la participación, alcanzando el 74% del padrón, frente al 61% en 2019. Se trata de la tasa más alta que ha visto el país desde la caída del comunismo y el restablecimiento de la democracia en 1989.
La coalición Derecha Unida (ZP), liderada por Ley y Justicia (PiS), volvió a salir victoriosa, pero sufrió un importante revés que le hizo perder la mayoría absoluta de escaños que tenía el Sejm. El declive es tal que la coalición gubernamental no puede esperar permanecer en el poder concluyendo una alianza a la derecha con la coalición de la Confederación. Sin embargo, es probable que un miembro del PiS sea el primero en encargarse de formar gobierno, gracias al apoyo del Presidente de la República, Andrzej Duda, que tiene la prerrogativa de nominar primero a un candidato. Sin embargo, la Constitución de 1997 exige que el nuevo gobierno reciba la confianza de la Dieta dentro de las dos semanas siguientes a su nombramiento. Un probable fracaso del PiS debería permitir al Sejm elegir un segundo candidato con mayoría absoluta.
Al quedar en segundo lugar, la Coalición Cívica se encuentra, por tanto, en condiciones de provocar una alternancia formando una alianza con las coaliciones de Izquierda y Tercera Vía, también en la oposición. Esta situación, rápidamente revelada por las encuestas a pie de urna, llevó a Donald Tusk a cantar victoria la noche de las elecciones.
El 24 de octubre, las tres coaliciones de oposición presentaron al presidente Duda la candidatura de Tusk para el cargo de Presidente del Consejo de Ministros. Como era de esperar, el 6 de noviembre, Andrzej Duda dio instrucciones al Primer Ministro saliente, Mateusz Morawiecki, para que formara un nuevo gobierno, aunque éste no contaba con una mayoría parlamentaria viable. Las tres fuerzas de la oposición firmaron su acuerdo de coalición cuatro días después, confirmando la minoría de Derecha Unida (ZP). La instalación de las dos cámaras está prevista para el 13 de noviembre.
El 10 de noviembre, la Coalición Cívica (KO), Polonia 2050 (P2050), el Partido Popular Polaco (PSL) y la Nueva Izquierda (NL) firmaron un acuerdo de coalición con Tusk como su candidato a primer ministro. Los partidos de la oposición querían firmar el acuerdo antes de la primera sesión del Sejm para demostrar que estaban dispuestos a gobernar. Si Morawiecki no lograba ganarse la confianza del Sejm dos semanas después de haber prestado juramento, el Sejm designaría su propio candidato a primer ministro, que Duda debería nombrar oficialmente antes del 11 de diciembre. La mayoría de los analistas esperaban que Morawiecki no alcanzara el apoyo necesario para gobernar, ya que ningún otro partido dispuesto a formar una coalición con el PiS le daría suficiente apoyo para ganarse la confianza del Sejm.
El 13 de noviembre, el recién elegido Sejm celebró su primera sesión. Szymon Hołownia, líder de Polonia 2050, fue elegido Mariscal del Sejm, ganándose a la actual Elżbieta Witek de Ley y Justicia (PiS). Más tarde ese mismo día, en la primera reunión del Senado, la ex mariscal del Sejm Małgorzata Kidawa-Błońska de la Coalición Cívica (KO) fue elegida Mariscal del Senado.
El 27 de noviembre, Mateusz Morawiecki prestó juramento ante el presidente Duda para un tercer mandato sin precedentes como Primer Ministro. Los medios polacos habían apodado burlonamente a su gabinete el 'Gobierno de dos semanas' e incluso 'gobierno zombi' debido a su baja probabilidad de ganar el voto de confianza. Aunque los comentaristas habían sugerido a la ultraderechista Confederación de Libertad e Independencia como posible socio de coalición, Krzysztof Bosak, líder de uno de los componentes de la Confederación, Movimiento Nacional, dijo a Politico Europe que 'no hay ninguna posibilidad' de que la Confederación apoye un gobierno del PiS. Incluso si la Confederación hubiera apoyado al PiS, la Derecha Unida todavía habría estado muy por debajo de la mayoría en el Sejm. El ex primer ministro Leszek Miller bromeó diciendo que el gobierno de Morawiecki no sobreviviría ni siquiera tanto como una mosca doméstica, diciendo en Twitter que 'el gobierno de Morawiecki ni siquiera tendrá tiempo de convertirse en crisálidas, y mucho menos de poner huevos'.
El 11 de diciembre, el gabinete interino de Mateusz Morawiecki perdió la moción de confianza en el Sejm por 190 votos contra 266. Más tarde ese mismo día, el Sejm nominó a Donald Tusk para primer ministro, quien posteriormente fue confirmado por 248 votos a favor y 201 en contra. El gabinete de Tusk prestó juramento el 13 de diciembre.